# Hans Martin Cremer
Hans Martin Cremer (* 20. Juli 1890 in Unna; † 4. Juni 1953) war ein deutscher Schriftsteller, Komponist und Liedtexter.

## Leben
Der Pfarrersohn besuchte das Reformgymnasium in Unna. Danach studierte er Tier- und Pflanzenzucht in Halle und nahm als Sanitäter am Ersten Weltkrieg teil. Ab 1919 betätigte er sich als Schriftsteller, Redakteur und Dramaturg. Er arbeitete für mehrere Theater in der Reichshauptstadt Berlin. Zum 1. Dezember 1931 trat er der NSDAP bei (Mitgliedsnummer 829.807). 1932 wurde er Spartenleiter für Textdichter in Alfred Rosenbergs Kampfbund für deutsche Kultur. Nach der „Machtergreifung“ der Nationalsozialisten unterschrieb Cremer im Oktober 1933 zusammen mit weiteren 87 Schriftstellern das Gelöbnis treuester Gefolgschaft für Adolf Hitler. Trotzdem erhielten später einige seiner Opernlibretti aufgrund jüdischer Bezüge Aufführungsverbot. 
1937 schrieb Cremer das Libretto zum Singspiel Sieben brave Mägdelein.
Als Autor im Völkischen Beobachter schrieb Cremer am 6. Dezember 1938, knapp einen Monat nach der Reichspogromnacht in einer Filmkritik: „… die Feigheit der Rasse [wird] an einem besonders scheußlichen Exemplar vor Augen geführt“. 1941 publizierte Cremer das Lustspiel Alarm in der Hochzeitsnacht.
Nach dem Ende des Zweiten Weltkriegs war er krankheitsbedingt arbeitsunfähig, publizierte aber 1950 die Komödie Madeleine.

## Werke
- Das lachende Florenz. Operette. UA 22.12.1933 im Metropol-Theater Berlin. Musik: Renato Ugo Raffaelli
- Drehorgel und Klimperkasten, Berlin, 1940
- Liebe und Musik. Die Musik im Tonfilm, Berlin, 1940
- Gemeinsam mit Hans Bullerian: Steuben, Berlin-Wilmersdorf, Musikverlag Wilke, 1941
- Text für den Marsch-Fox Holla Lady! für den Terra-Film Liebesbriefe aus dem Engadin

## Filmografie
- 1936: Der Favorit der Kaiserin
- 1935: Hermine und die sieben Aufrechten
- 1934: Aufforderung zum Tanz
- 1934: Abenteuer eines jungen Herrn in Polen
- 1934: Der Flüchtling aus Chicago
- 1933: Es gibt nur eine Liebe
- 1933: Zwei im Sonnenschein